# Ковпакове
Ковпакове — селище в Україні, в Антрацитівській міській громаді Ровеньківського району Луганської області. Населення становить 1036 осіб. Орган місцевого самоврядування — Червонополянська сільська рада.

## Населення
За даними перепису 2001 року населення селища становило 1036 осіб, з них 47,59% зазначили рідною українську мову, 52,32% — російську, а 0,09% — іншу.

### Мова
Розподіл населення за рідною мовою за даними перепису 2001 року:
| Мова       | Кількість | Відсоток |
| ---------- | --------- | -------- |
| російська  | 542       | 52.32%   |
| українська | 493       | 47.59%   |
| білоруська | 1         | 0.09%    |
| Усього     | 1036      | 100%     |